# Trevor Elliott
Pour les articles homonymes, voir Elliott.
Trevor Elliott (26 août 1949 - 28 janvier 2013) est un géoscientifique britannique, professeur et lauréat de la médaille Bigsby.

## Biographie
Elliott est né dans le Lancashire. Il obtient son BSc en géologie de l'University College de Swansea en 1970 et son doctorat en philosophie de l'Université d'Oxford en 1974. Il est boursier postdoctoral de la Royal Society à l'Université de Leyde et effectue des études postdoctorales à l'Université de Reading.
En 1976, il devient maître de conférences en sédimentologie à l'University College de Swansea et, en 1984, il est nommé professeur George Herdman de géologie à l'université de Liverpool, où il reste pendant plus de vingt ans.
Il est professeur invité à la fois à l'Université d'État de l'Iowa (avec une bourse Fulbright) et au MIT, et maître de conférences émérite de l'American Association of Petroleum Geologists.
En 1989, il reçoit la médaille Bigsby de la Société géologique de Londres.
Il est marié à Marianne Elliott, directrice de l'Institut d'études irlandaises de l'Université de Liverpool.